# Chick Evans
Charles E. Evans Jr. (* 18. Juli 1890 in Indianapolis; † 6. November 1979 in Chicago) war ein amerikanischer Amateurgolfer der 1910er und 1920er Jahre. Er gewann 1910 die Western Open. Zudem war er einer der wenigen Amateure, dem es gelang, die US-Open im Jahr 1916 für sich zu entscheiden, wo er zuvor schon Zweitplatzierter war. Evans erreichte all dies mit nur sieben Golfschlägern mit Hickoryschäften im Bag.
1960 wurde Evans mit dem Bob Jones Award ausgezeichnet, der höchsten Auszeichnung, die von der United States Golf Association in Anerkennung herausragender Sportlichkeit im Golf verliehen wird. Er ist Mitglied der World Golf Hall of Fame.
Zudem ist Evans der einzige Sportler, der den Spitznamen „Chick“ anerkannte, was so viel wie Hühnchen heißt. Des Weiteren ist Evans Golfschlagmethode in einer umfangreichen Biografie aus den 20er Jahren fotografisch gut dokumentiert, die Aufschluss über den Ursprung der Golfschlagtechnik gibt.

## Privatleben
Evans wurde in Indianapolis geboren und zog im Alter von acht Jahren mit seiner Familie nach Chicago, wo er in der Nordstadt aufwuchs. Sein Vater Charles Evans war einer der einflussreichsten Bibliothekare des 20. Jahrhunderts. Im Alter von acht Jahren kam er zum ersten Mal als Caddy auf einem Golfplatz in Chicago – dem Edgewater Golf Club – mit Golf in Berührung. Er besuchte die Sekundarschule an der Evanston Academy und gewann 1907 und 1908 die Western Interscholastic-Turniere. Er leitete die Gründung der Western Interscholastic Golf Association (WIGA) und führte die Evanston Academy zur WIGA-Mannschaftsmeisterschaft 1908.

## Schlagtechnik

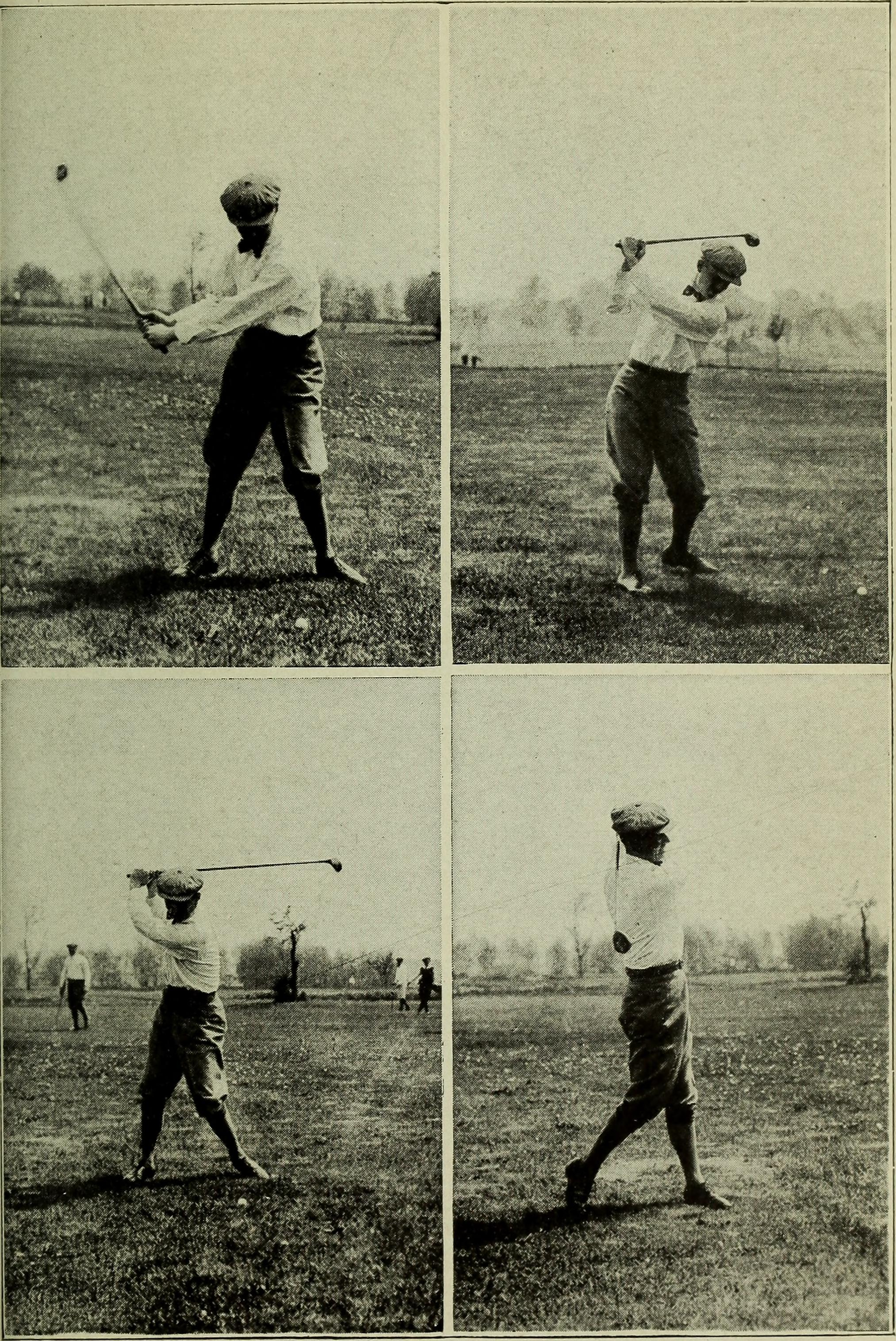
Evans in Aktion.

Evans Schlagmethode ist ein Vorläufer, der von Jim Hardy benannten One-Plane Schlagtechnik, welche auch heute im Profisport noch Anwendung findet. Chick Evans Griff war stark, was so viel bedeutet, dass er seine linke Hand über den Schläger drehte. Seine Ansprechposition war zentralisiert. Sein Rückschwung auf einer Ebene mit geschlossenem Schlägerblatt. Sein Durchschwung kompakt auf der gleichen Ebene, mit kurzem Finish.

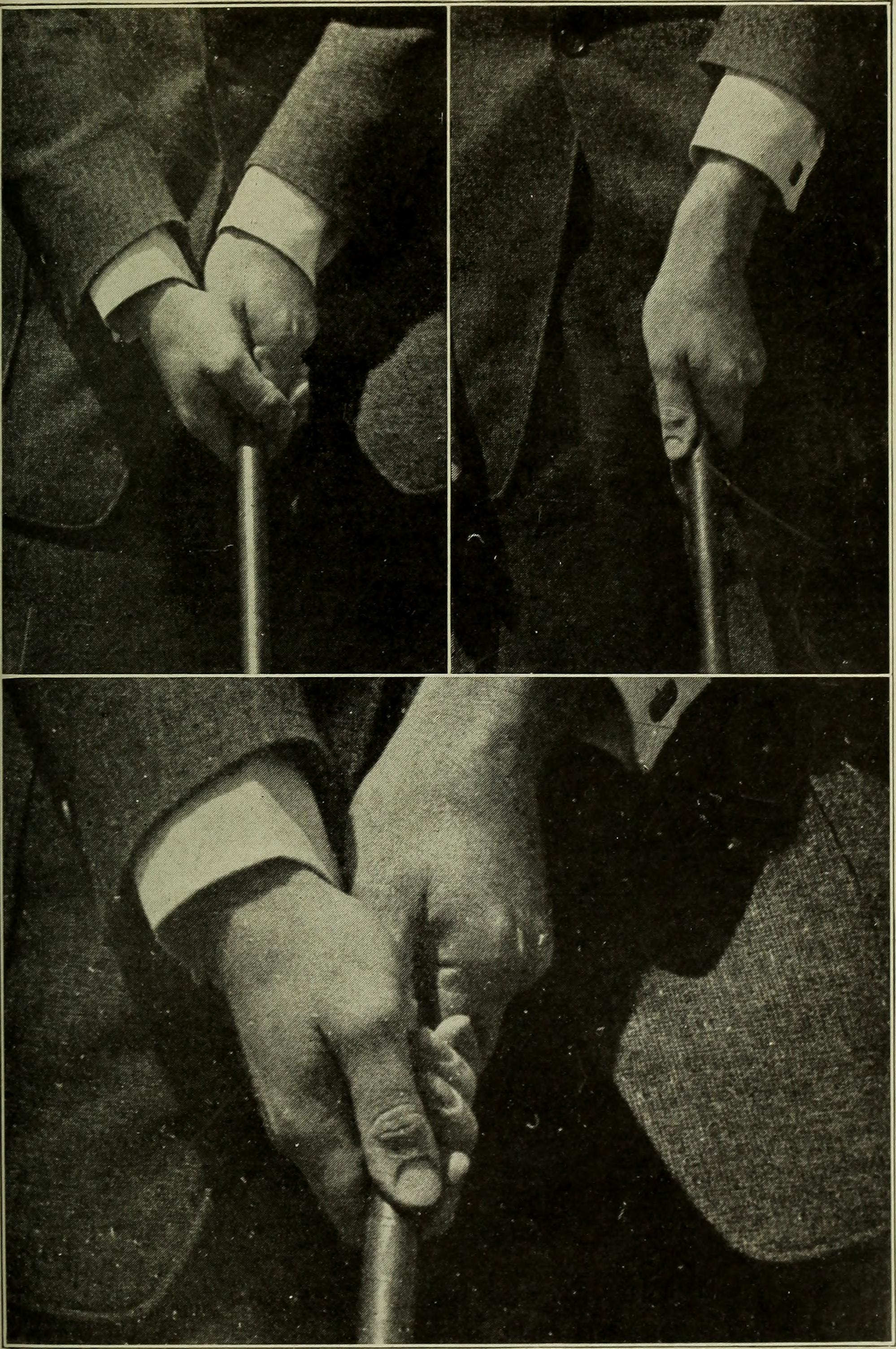
Evans starker Golfgriff
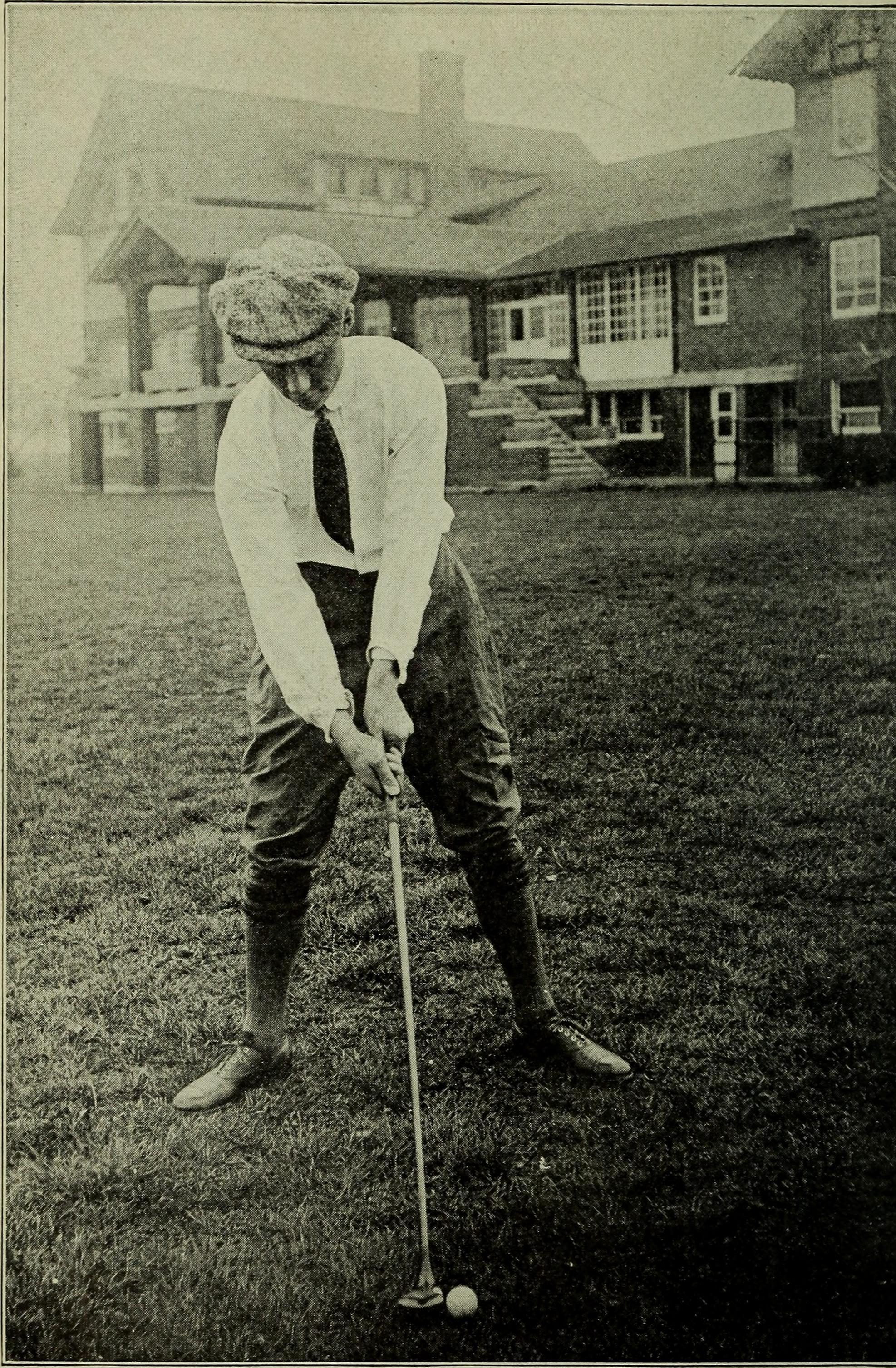
Evans Setup Position
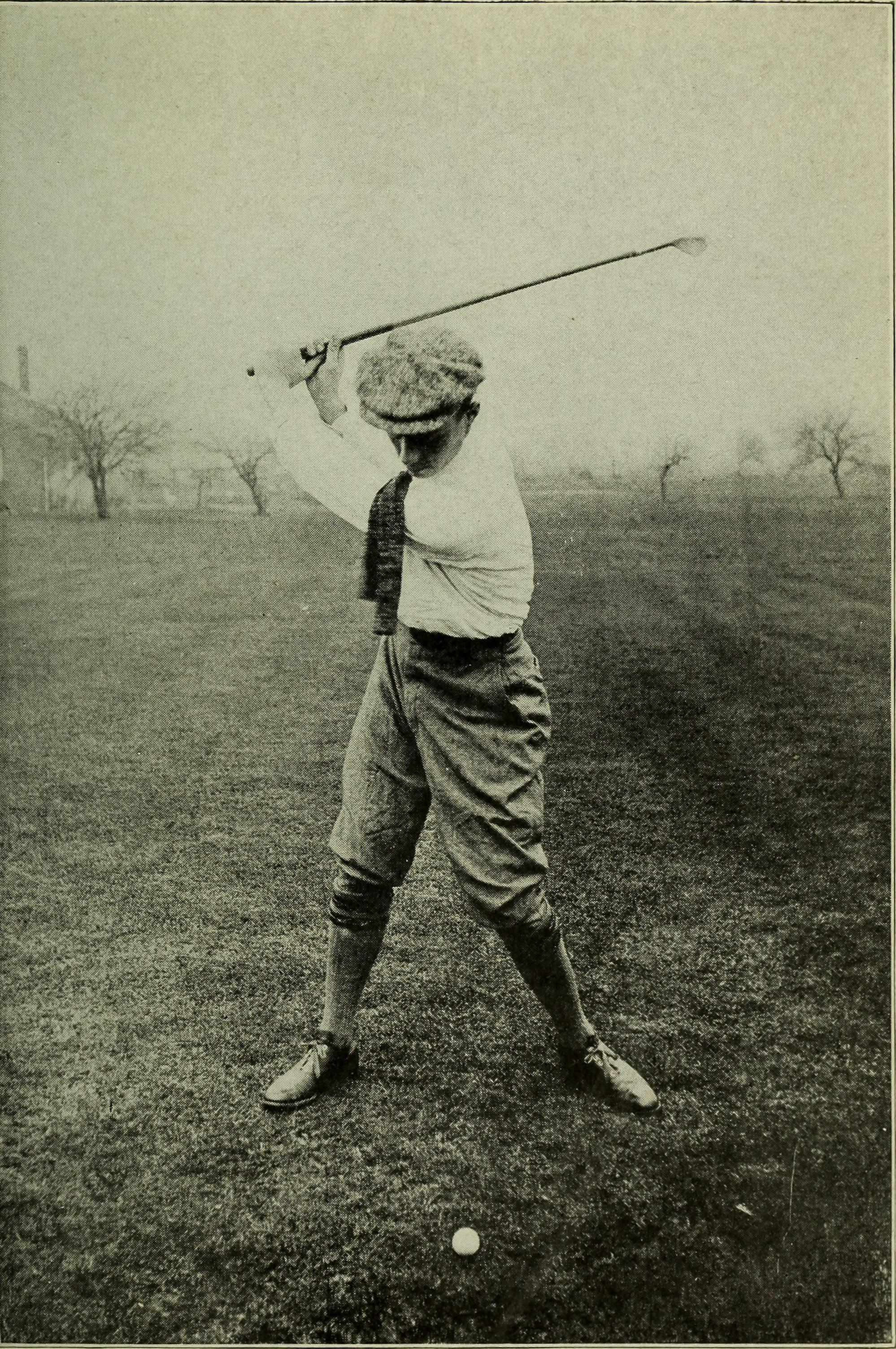
Evans Backswing
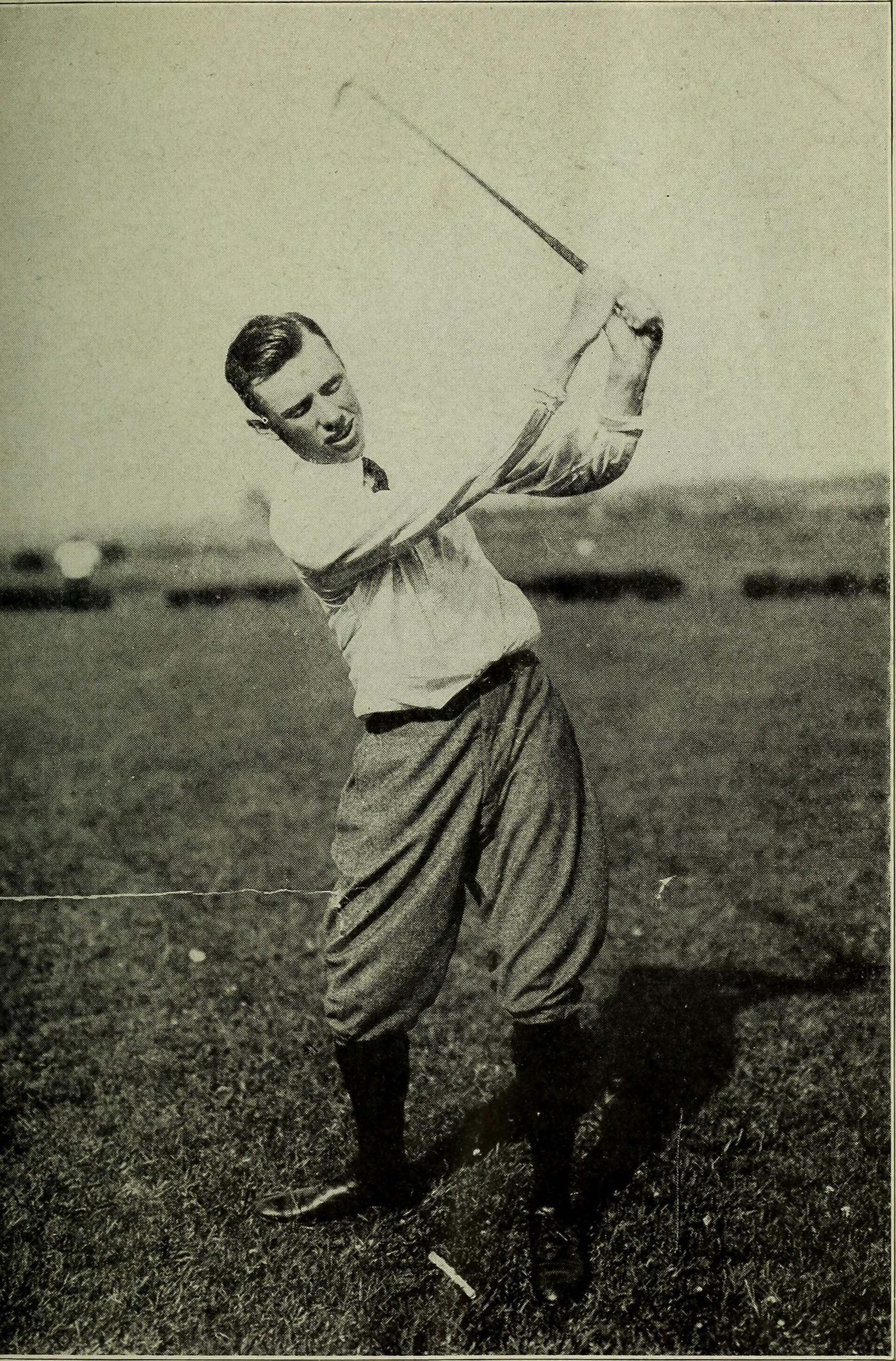
Evans Finish
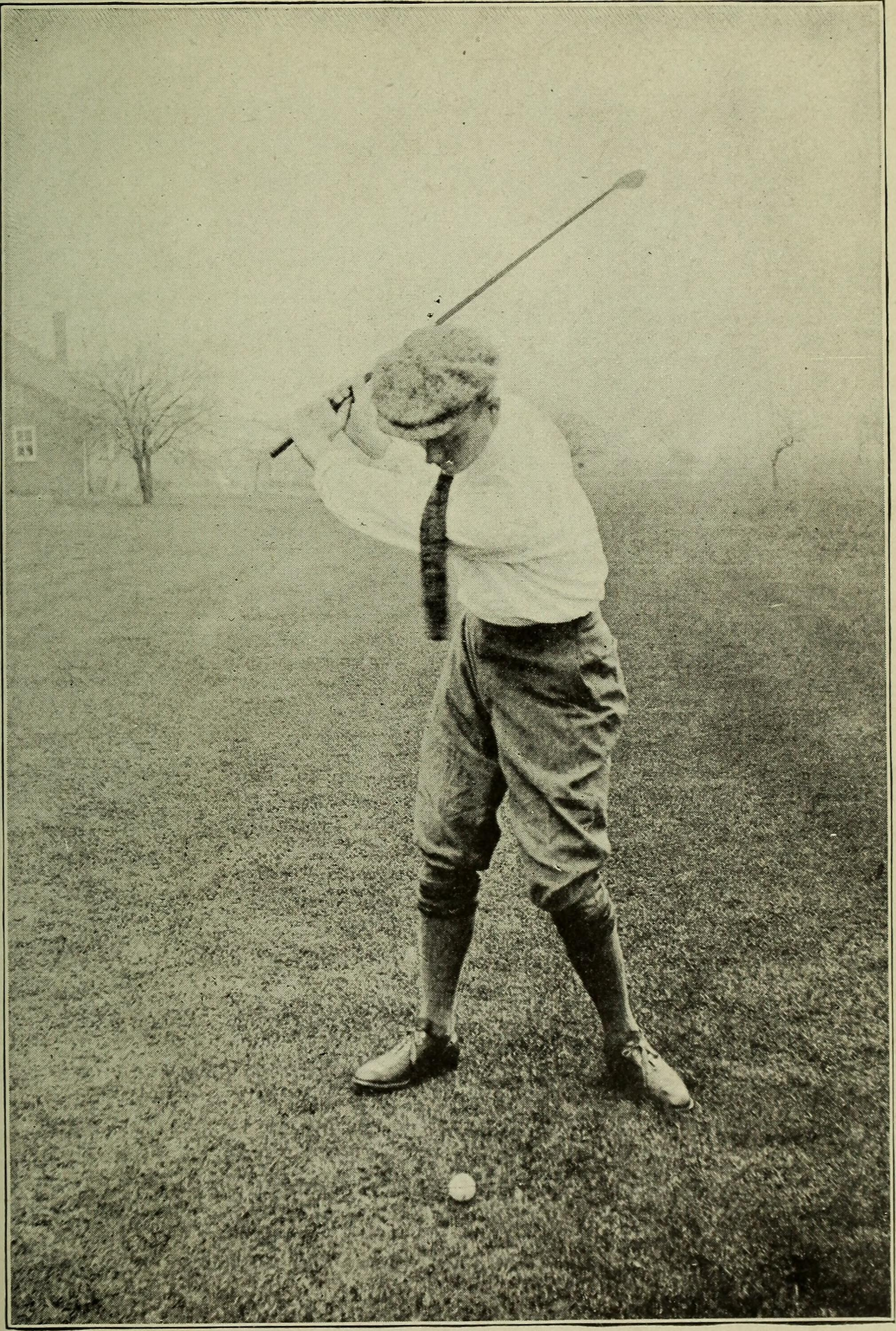
Evans Pitch
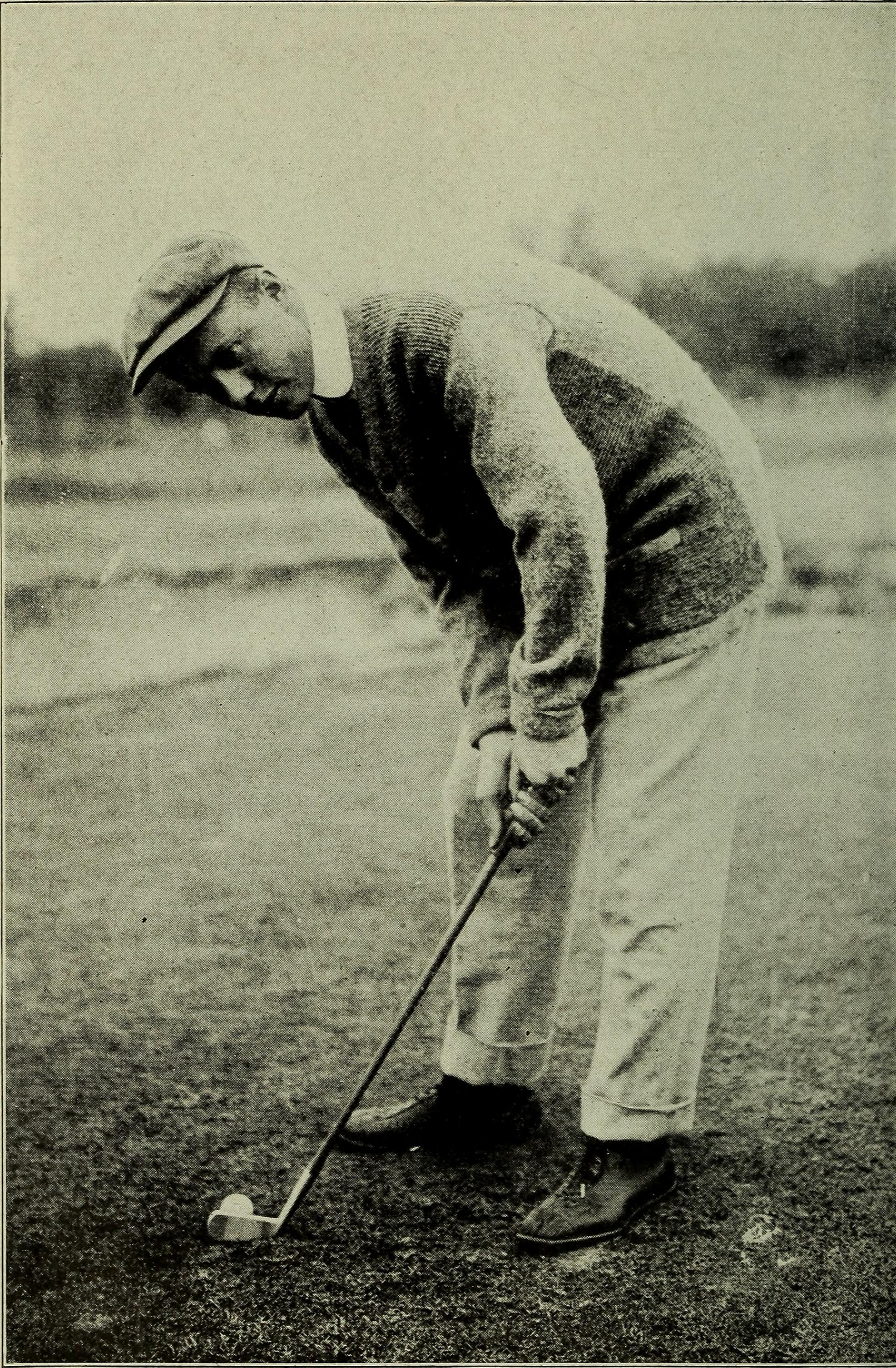
Evans Putt

## Turniersiege
- 1910 Western Open[4]
- 1916 U.S. Open
- 1925 Kansas City Open

## Major-Turniere

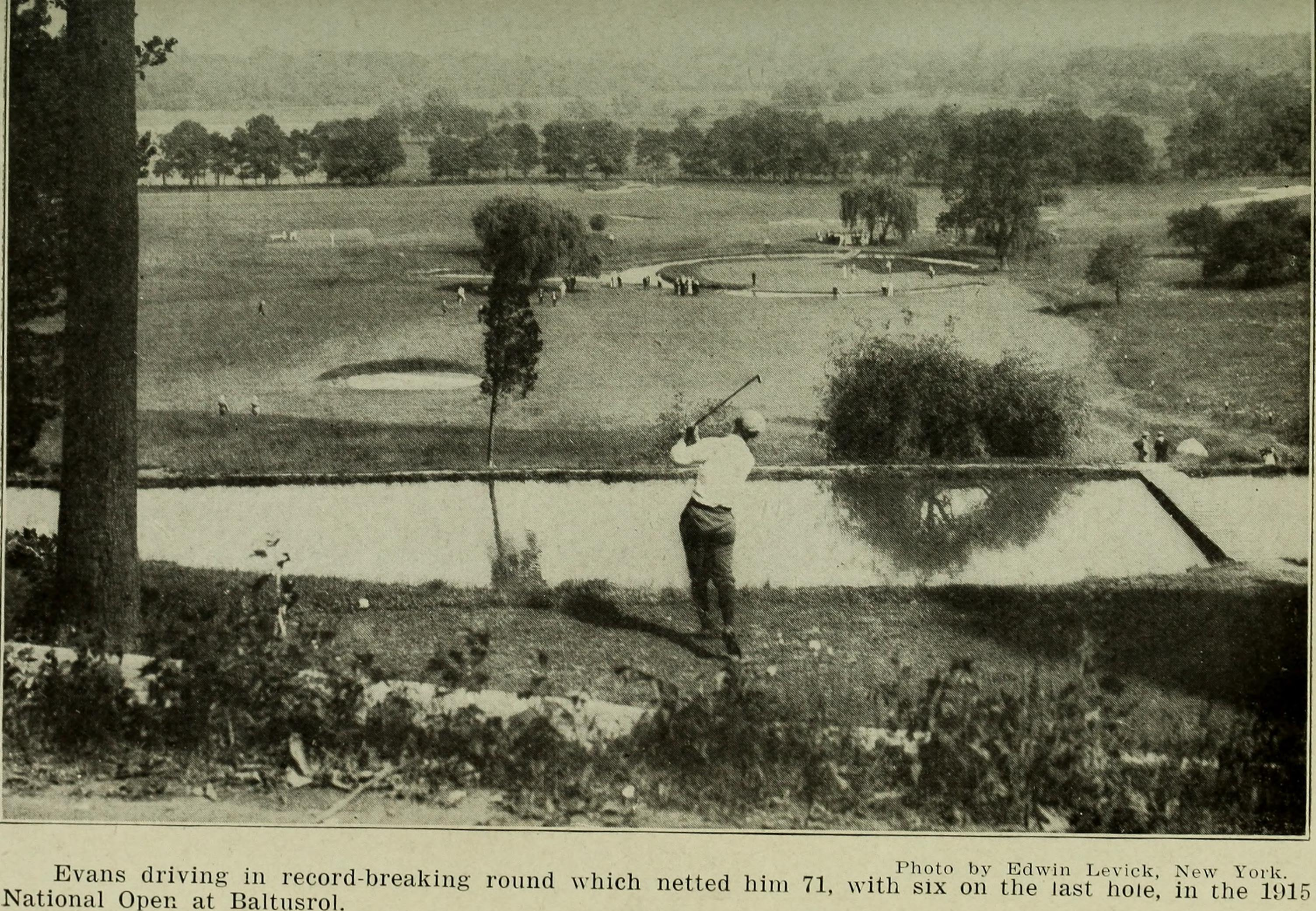
Evans beim Abschlag auf ein Inselgrün in Baltusrol.

Evans konnte sich insgesamt sechsmal in Major-Turnieren innerhalb der Top 10 platzieren. 1916 gewann er schließlich die US-Open im Minikahda Golf Club in Minneapolis, Minnesota nach vier Runden mit 286 Schlägen (70-69-74-73). Der Par 72 Platz hatte damals eine Spiellänge von 6150 Yards.
| Turnier               | 1911 | 1912 | 1913 | 1914 | 1915 | 1916 | 1917 | 1918 | 1919 | 1920 | 1921 | 1922 | 1923 | 1924 | 1925 | 1926 | 1927 | 1928 | 1929 |
| --------------------- | ---- | ---- | ---- | ---- | ---- | ---- | ---- | ---- | ---- | ---- | ---- | ---- | ---- | ---- | ---- | ---- | ---- | ---- | ---- |
| US Open               | DNP  | DNP  | DNP  | 2    | 18   | 1    | NT   | NT   | T9   | T6   | 4    | 16   | T14  | T10  | DNP  | T13  | CUT  | CUT  | DNP  |
| The Open Championship | T49  | DNP  | DNP  | DNP  | NT   | NT   | NT   | NT   | NT   | DNP  | DNP  | DNP  | DNP  | DNP  | DNP  | DNP  | DNP  | DNP  | DNP  |

## Chick Evans Stipendium
Durch die von Chick Evans gegründete Evans Scholars Stiftung wird einem Caddie einmal jährlich ein Studium finanziert. Insgesamt wurde 10.600 Caddies zu einem Studienabschluss verholfen.

## Chick Evans Golf Club
Der Chick Evans Golf Club in Morton Grove bei Chicago ist nach Evans benannt.
| Personendaten    | Personendaten                             |
| ---------------- | ----------------------------------------- |
| NAME             | Evans, Chick                              |
| ALTERNATIVNAMEN  | Evans, Charles E. Jr.                     |
| KURZBESCHREIBUNG | US-amerikanischer Golfspieler             |
| GEBURTSDATUM     | 18. Juli 1890                             |
| GEBURTSORT       | Indianapolis, Indiana, Vereinigte Staaten |
| STERBEDATUM      | 6. November 1979                          |
| STERBEORT        | Chicago, Illinois, Vereinigte Staaten     |